# Route nationale 9 (Suède)
Pour les articles homonymes, voir Route nationale 9.
La route nationale 9 (en suédois : Riksväg 9) est une route nationale entre Trelleborg et Brösarp en Suède,.

## Présentation
La route nationale 9 traverse le comté de Scanie. Il s'agit de la seule route nationale de Suède dotée d'un numéro de route à un chiffre.
Le route nationale 9 part du port de traversiers de Trelleborg, de sa jonction avec la route européenne 6 et la route européenne 22. Le route nationale 9 s'étend vers l'est le long de la côte sud, entre Trelleborg et Ystad. À l’est d’Ystad, le route nationale 9 longe toujours la mer jusqu’à Nybrostrand, ensuite elle s'étend vers l’intérieur des terres jusqu’à Simrishamn. Le paysage est constitué de prairies vallonnées. La route traverse ensuite Simrishamn et tourne vers le nord. Au nord de Simrishamn, la route nationale 9 longe également la côte mais de facon plus distante. Au village de Brösarp, la route se termine à son croisement de la route nationale 19 qui mène à Kristianstad.
La longueur de la route est de 140 kilomètres.

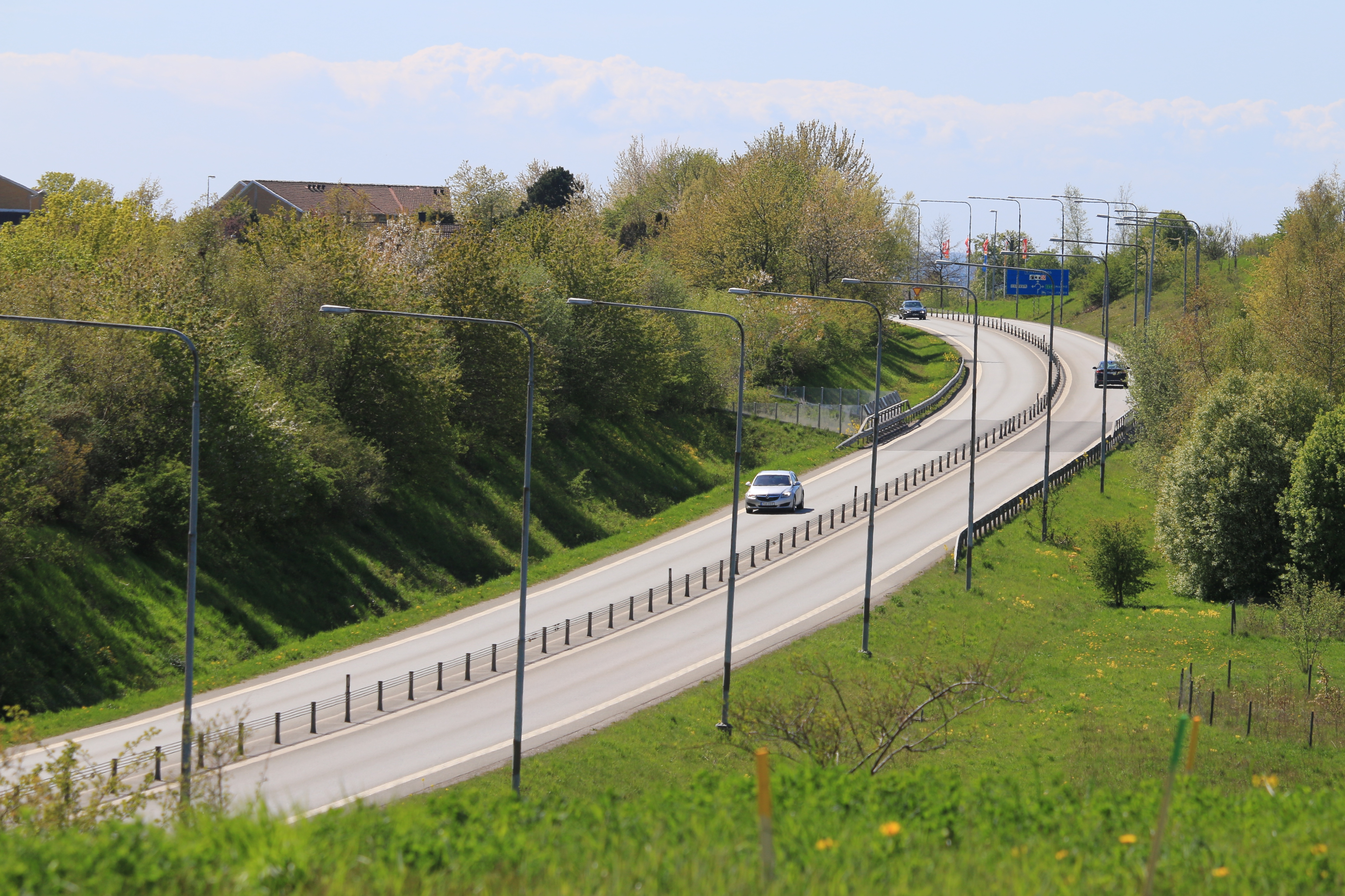
La route à Hammarskjöld.

## Tracé
| Km     | Lieu       | Carte interactive |
| ------ | ---------- | ----------------- |
| 0 km   | Trelleborg |                   |
|        | Smygehuk   |                   |
|        | Abbekås    |                   |
|        | Svarte     |                   |
|        | Ystad      |                   |
|        | Köpingebro |                   |
|        | Hammenhög  |                   |
|        | Simrishamn |                   |
|        | Kivik      |                   |
| 140 km | Brösarp    |                   |